# 1192年
| 千纪： | 2千纪 |
| 世纪： | 11世纪 \| 12世纪 \| 13世纪                                                                                             |
| 年代： | 1160年代 \| 1170年代 \| 1180年代 \| 1190年代 \| 1200年代 \| 1210年代 \| 1220年代                                       |
| 年份： | 1187年 \| 1188年 \| 1189年 \| 1190年 \| 1191年 \| 1192年 \| 1193年 \| 1194年 \| 1195年 \| 1196年 \| 1197年             |
| 纪年： | 壬子年（鼠年）；西夏祐二十三年；金明昌三年；西辽天喜十五年；南宋绍熙三年；大理元亨八年；越南天資嘉瑞六年；日本建久三年 |

## 大事记
- 欧洲
  - 布林迪西的马加里托因在1191年俘获神圣罗马帝国的康斯坦丝皇后而被任命为首任马耳他伯爵。
  - 第三次十字軍東征結束。
  - 耶路撒冷國王呂西尼昂的居伊從聖殿騎士團手中買下賽普勒斯，建立賽普勒斯王國。
  - 在教宗雷定三世施压下，神圣罗马帝国的康斯坦丝皇后于5月被西西里国王坦克雷迪释放并于6月回到神圣罗马帝国。
  - 英格兰国王理查一世回国途中被奥地利俘虏。
- 日本
  - 源賴朝建鎌倉幕府，為日本史上第一個幕府政權。
- 中国
  - 4月24日，卢沟桥建成。
- 占婆
  - 宾童龙王蘇利耶跋摩领兵取佛逝城，击灭了阇耶因陀罗跋摩五世。

## 逝世
- 4月26日——後白河法皇，日本第77代天皇。